# Rauvolfioideae
Sous-famille
Les Rauvolfioideae sont une sous-famille de plantes de la famille des Apocynaceae. Cette sous-famille a été décrite en 1834 par le botaniste Vincenz Franz Kosteletzky (1801-1887).

## Liste des tribus
Selon NCBI (24 novembre 2015) :
- tribu des Alstonieae
- tribu des Alyxieae
- tribu des Amsonieae
- tribu des Aspidospermateae
- tribu des Carisseae
- tribu des Hunterieae
- tribu des Melodineae
- tribu des Plumerieae
- tribu des Tabernaemontaneae
- tribu des Vinceae
- tribu des Willughbeieae